# Oskár Jeleň
Oskár Jeleň (4. září 1904 Rybárpole – 3. července 1986 Bratislava) byl slovenský a československý politik, poslanec Prozatímního Národního shromáždění, Ústavodárného Národního shromáždění, Národního shromáždění ČSR a Slovenské národní rady za Komunistickou stranu Slovenska (respektive za KSČ). Působil v bezpečnostních složkách komunistického režimu, jako pověřenec vnitra Slovenska a diplomat.

## Biografie
Jeho otec byl vrátný v továrně. Oskár byl katolického vyznání. Vychodil obecnou školu s maďarským vyučovacím jazykem. Následně vystudoval gymnázium v Ružomberku a v Nové Pešti. Roku 1924 absolvoval učitelský ústav Turčianských Teplicích. V období let 1924–1925 prodělal základní vojenskou službu a absolvoval školu pro důstojníky v záloze. Působil pak jako pedagog na východním Slovensku. V období let 1930–1942 působil na učitelském ústavu v Prešově a v Turčianských Teplicích. Roku 1926 složil zkoušku z přírodovědy v Prešově. Roku 1937 absolvoval učitelské kurzy na Slovensku a ve Francii.
Už jako učitel byl veřejně a politicky činný. V roce 1942 byl z politických důvodů propuštěn z učitelské profese. Od roku 1938 byl členem KSČ. V letech 1943–1944 působil za tzv. slovenského štátu ve vedení ilegální KSS na východním Slovensku.
V letech 1945–1946 byl poslancem Prozatímního Národního shromáždění za KSS. V parlamentu setrval do parlamentních voleb v roce 1946. Pak byl až členem Ústavodárného Národního shromáždění. Po parlamentních volbách roku 1948 se stal poslancem Národního shromáždění zvoleným za KSS ve volebním kraji Košice. Na postu poslance setrval do roku 1954.
V doplňovacích volbách v únoru 1955 byl zvolen do Slovenské národní rady. V řádných volbách roku 1960 byl do Slovenské národní rady zvolen opětovně. Mandátu se ale vzdal již roku 1961.
V letech 1949–1952 zastával funkci náčelníka Hlavní politické správy Československé armády. V armádě dosáhl hodnosti generálporučíka. V období 12. únor 1952 – 31. prosinec 1954 byl náměstkem Ministra národní bezpečnosti. Řídil hlavní správu Pohraniční stráže a Vnitřní stráže, VI. správu ministerstva vnitra (vojenská kontrarozvědka) a správu civilní obrany a požární ochrany.
V letech 1960–1967 byl velvyslancem ČSSR v Polsku. Poté byl penzionován. Podle dobových amerických depeší byl jeho nástup do této funkce vykládán jako kariérní sestup, který mohl odrážet rostoucí neshody mezi ním a jeho nadřízeným z Ministerstva národní bezpečnosti Karlem Bacílkem. Zprávy o řešení této neshody prostřednictvím jmenování na diplomatický post se objevily již v roce 1958. Už v roce 1956 přitom Jeleň ztratil post místopředsedy Sboru pověřenců, jenž zastával v letech 1955–1956, a ponechal si pouze portfolio pověřence vnitra i tu funkci pak ztratil roku 1960, kdy byl post pověřence vnitra zrušen. Post pověřence vnitra navíc v této době neměl, kvůli omezení pravomocí slovenských orgánů centralistickou vládou, větší význam. V roce 1956 například Jeleň řešil, zda pověřenec vnitra bude mít kompetence v oblasti požární ochrany či archivnictví.
Byl členem Ústředního výboru KSČ. Od roku 1955 také působil jako člen politbyra Komunistické strany Slovenska. Do ÚV KSČ ho zvolil IX. sjezd KSČ, X. sjezd KSČ a XI. sjezd KSČ.
Jeho manželkou byla Ema rozená Marečková.

## Vyznamenání
- Československá medaile Za chrabrost před nepřítelem, 1946
- Československý válečný kříž 1939, 1946
- Medaile Za vítězství nad Německem ve Velké Vlastenecké válce 1941–1945[19], 1951 (SSSR)